# 第27回全日本女子サッカー選手権大会
第27回全日本女子サッカー選手権大会（だい27かいぜんにほんじょしさっかーせんしゅけんたいかい）は、2005年（平成17年）12月10日から2006年（平成18年）1月1日にかけて行われた全日本女子サッカー選手権大会。参加チームは前大会の24チーム（うち日本女子サッカーリーグ（L・リーグ）14チーム）から32チーム（うちL・リーグ15チーム）へと大幅に増加した。
すべてのチームが1回戦から参加となったがL・リーグ1部(L1)7位までのチームとL・リーグ2部(L2)で優勝し翌シーズンからL1に昇格のINACレオネッサの8チームが準々決勝に進出。準決勝には前大会の決勝で対決した日テレ・ベレーザと浦和レッドダイヤモンズ・レディース（←さいたまレイナスFC）、前大会は準決勝で敗退したTASAKIペルーレFCとL1昇格1年目の岡山湯郷Belleの対戦となり、ベレーザが4大会連続で、ペルーレが2大会ぶりに決勝進出を決めた。
2大会ぶりの対戦となったこのカードでベレーザは4得点をあげ、ペルーレの攻撃を捨て身の1点のみに抑えて2連覇を達成。またベレーザ対ペルーレという対戦カードによる決勝戦でのベレーザ優勝は第22回大会（2001年）以来5大会ぶりのことであった。

## 成績
- 優勝：日テレ・ベレーザ
- 準優勝：TASAKIペルーレFC
- 第3位：浦和レッドダイヤモンズ・レディース、岡山湯郷Belle

## 出場チーム

### 日本女子サッカーリーグ
（2005 L・リーグ成績順）

L・リーグ1部
- 日テレ・ベレーザ
- TASAKIペルーレFC
- 伊賀フットボールクラブくノ一
- 東京電力女子サッカー部マリーゼ（←YKK AP東北女子サッカー部フラッパーズ）
- 浦和レッドダイヤモンズ・レディース（←さいたまレイナスFC）
- 岡山湯郷Belle
- スペランツァF.C.高槻
- 宝塚バニーズレディースサッカークラブ

L・リーグ2部
- INACレオネッサ
- アルビレックス新潟レディース
- 大原学園JaSRA女子サッカークラブ
- ASエルフェン狭山FC
- ジェフユナイテッド市原・千葉レディース（←ジェフユナイテッド市原レディース）
- 清水第八スポーツクラブ
- ルネサンス熊本フットボールクラブ

### 北海道地域
- 北海道文教大学明清学園高等学校女子サッカー部

### 東北地域
- 聖和学園高校女子サッカー部
- 常盤木学園高等学校

### 関東地域
- 神奈川大学女子サッカー部
- 早稲田大学体育局ア式蹴球部女子
- 浦和本太レディースFC
- 武蔵丘短期大学シエンシア

### 北信越地域
- 富山レディース

### 東海地域
- 伊賀フットボールクラブフロイライン
- 名古屋FCレディース

### 関西地域
- 大阪体育大学女子サッカー部
- 日ノ本学園高等学校

### 中国地域
- 吉備国際大学女子サッカー部
- 広島フジタレディースサッカークラブ

### 四国地域
- 高知JFC ROSA

### 九州地域
- 福岡女学院FCアンクラス
- 神村学園高等部女子サッカー部

## 開催方式

### 試合規定
- 試合時間
  - 1、2回戦:80分（40分ハーフ）
  - 準々決勝以降:90分（45分ハーフ）
- 規定時間内に決しない場合
  - 1回戦～準決勝:20分（10分ハーフ）の延長戦→決しない場合はPK戦
  - 決勝戦:延長戦なしでPK戦
- 登録選手
  - 参加申込選手:25名
  - ベンチ入り:16名
  - 交代出場:3名
- 入場料 
  - 1、2回戦:無料
  - 準々決勝、準決勝、決勝:有料

### 試合会場
1回戦・2回戦
- ひたちなか市総合運動公園陸上競技場
- 美作ラグビー・サッカー場
- 美作第1補助競技場
- 上野運動公園競技場
- 上野運動公園野球場
- 水戸市立競技場
- 神戸総合運動公園ユニバー記念競技場
- 神戸総合運動公園ユニバー記念補助競技場

準々決勝
- ひたちなか市総合運動公園陸上競技場
- 西京極総合運動公園陸上競技場

準決勝
- 国立西が丘サッカー場

決勝
- 国立霞ヶ丘競技場陸上競技場

## 結果

### 1回戦
| 2005年12月10日 11:00 |

| 日テレ・ベレーザ | 7 - 0 | 神村学園高等部女子サッカー部 |
|                  |       |                              |

| ひたちなか市総合運動公園陸上競技場 |

| 2005年12月10日 13:00 |

| 聖和学園高校女子サッカー部 | 0 - 2 | 早稲田大学体育局ア式蹴球部女子 |
|                            |       |                                |

| ひたちなか市総合運動公園陸上競技場 |

| 2005年12月10日 11:00 |

| INACレオネッサ | 10 - 0 | 北海道文教大学明清学園高等学校 女子サッカー部 |
|                |        |                                               |

| 美作第1補助競技場 |

| 2005年12月10日 13:00 |

| 日ノ本学園高等学校 | 1 - 1 (延長) | 宝塚バニーズレディース サッカークラブ |
|                    |              |                                       |
|                    | PK戦         |                                       |
|                    | 5 - 3        |                                       |

| 美作第1補助競技場 |

| 2005年12月10日 11:00 |

| 浦和レッドダイヤモンズ・レディース | 13 - 0 | 富山レディース |
|                                    |        |                |

| 上野運動公園野球場 |

| 2005年12月10日 13:00 |

| 伊賀フットボールクラブフロイライン | 0 - 3 | ASエルフェン狭山FC |
|                                    |       |                    |

| 上野運動公園野球場 |

| 2005年12月10日 11:00 |

| ジェフユナイテッド市原・千葉 レディース | 3 - 0 | 広島フジタレディースサッカークラブ |
|                                         |       |                                    |

| 水戸市立競技場 |

| 2005年12月10日 13:00 |

| 武蔵丘短期大学シエンシア | 0 - 1 | 東京電力女子サッカー部マリーゼ |
|                          |       |                                |

| 水戸市立競技場 |

| 2005年12月10日 11:00 |

| 伊賀フットボールクラブくノ一 | 5 - 1 | 常盤木学園高等学校 |
|                              |       |                    |

| 上野運動公園競技場 |

| 2005年12月10日 13:00 |

| 名古屋FCレディース | 2 - 1 | 清水第八スポーツクラブ |
|                    |       |                        |

| 上野運動公園競技場 |

| 2005年12月10日 11:00 |

| 大原学園JaSRA女子サッカークラブ | 1 - 0 | 福岡女学院FCアンクラス |
|                                 |       |                        |

| 美作ラグビー・サッカー場 |

| 2005年12月10日 13:00 |

| 浦和本太レディースFC | 0 - 3 | 岡山湯郷Belle |
|                      |       |               |

| 美作ラグビー・サッカー場 |

| 2005年12月10日 11:00 |

| スペランツァF.C.高槻 | 1 - 0 | 大阪体育大学女子サッカー部 |
|                      |       |                            |

| 神戸総合運動公園ユニバー記念補助競技場 |

| 2005年12月10日 13:00 |

| 神奈川大学女子サッカー部 | 1 - 5 | アルビレックス新潟レディース |
|                          |       |                              |

| 神戸総合運動公園ユニバー記念補助競技場 |

| 2005年12月10日 11:00 |

| ルネサンス熊本フットボールクラブ | 1 - 2 | 吉備国際大学女子サッカー部 |
|                                  |       |                            |

| 神戸総合運動公園ユニバー記念競技場 |

| 2005年12月10日 13:00 |

| 高知JFC ROSA | 0 - 8 | TASAKIペルーレFC |
|              |       |                  |

| 神戸総合運動公園ユニバー記念競技場 |

### 2回戦
| 2005年12月11日 11:00 |

| 日テレ・ベレーザ | 5 - 0 | 早稲田大学体育局ア式蹴球部女子 |
|                  |       |                                |

| ひたちなか市総合運動公園陸上競技場 |

| 2005年12月11日 13:00 |

| INACレオネッサ | 6 - 0 | 日ノ本学園高等学校 |
|                |       |                    |

| 美作ラグビー・サッカー場 |

| 2005年12月11日 13:00 |

| 浦和レッドダイヤモンズ・レディース | 5 - 0 | ASエルフェン狭山FC |
|                                    |       |                    |

| 上野運動公園競技場 |

| 2005年12月11日 13:00 |

| ジェフユナイテッド市原・千葉 レディース | 0 - 4 | 東京電力女子サッカー部マリーゼ |
|                                         |       |                                |

| ひたちなか市総合運動公園陸上競技場 |

| 2005年12月11日 11:00 |

| 伊賀フットボールクラブくノ一 | 4 - 0 | 名古屋FCレディース |
|                              |       |                    |

| 上野運動公園競技場 |

| 2005年12月11日 11:00 |

| 大原学園JaSRA女子サッカークラブ | 0 - 2 | 岡山湯郷Belle |
|                                 |       |               |

| 美作ラグビー・サッカー場 |

| 2005年12月11日 13:00 |

| スペランツァF.C.高槻 | 3 - 0 | アルビレックス新潟レディース |
|                      |       |                              |

| 神戸総合運動公園ユニバー記念競技場 |

| 2005年12月11日 11:00 |

| 吉備国際大学女子サッカー部 | 0 - 8 | TASAKIペルーレFC |
|                            |       |                  |

| 神戸総合運動公園ユニバー記念競技場 |

### 準々決勝
| 2005年12月17日 11:00 |

| 日テレ・ベレーザ | 8 - 0 | INACレオネッサ |
|                  |       |                |

| ひたちなか市総合運動公園陸上競技場 |

| 2005年12月17日 13:00 |

| 浦和レッドダイヤモンズ・レディース | 1 - 0 | 東京電力女子サッカー部マリーゼ |
|                                    |       |                                |

| ひたちなか市総合運動公園陸上競技場 |

| 2005年12月17日 11:00 |

| 伊賀フットボールクラブくノ一 | 1 - 4 | 岡山湯郷Belle |
|                              |       |               |

| 西京極総合運動公園陸上競技場 |

| 2005年12月17日 13:00 |

| スペランツァF.C.高槻 | 2 - 3 | TASAKIペルーレFC |
|                      |       |                  |

| 西京極総合運動公園陸上競技場 |

### 準決勝
| 2005年12月25日 11:00 |

| 日テレ・ベレーザ                | 2 - 0          | 浦和レッドダイヤモンズ・レディース |
| 永里優季 60分 · 伊藤香菜子 78分 | 公式記録 (PDF) |                                    |

| 国立西が丘サッカー場 観客数: 1,681人 |

| 2005年12月25日 13:00 |

| 岡山湯郷Belle | 0 - 4          | TASAKIペルーレFC                                   |
|               | 公式記録 (PDF) | 鈴木智子 3分, 63分 · 山本絵美 15分 · 大谷未央 75分 |

| 国立西が丘サッカー場 観客数: 1,821人 |

### 決勝
| 2006年1月1日 10:30 |

| 日テレ・ベレーザ                                    | 4 - 1          | TASAKIペルーレFC |
| 大野忍 44分 · 荒川恵理子 70分 · 永里優季 75分, 86分 | 公式記録 (PDF) | 鈴木智子 63分    |

| 国立霞ヶ丘陸上競技場 観客数: 18,545人 主審: 井脇真理子 |